# Iturriaga Quartett
Das Iturriaga Quartett ist ein Streichquartettensemble, das 1996 gegründet wurde. 

## Geschichte
Im Jahre 1996 gründete sich das Quartett als die Mitglieder zusammen an der Leipziger Hochschule für Musik studierten. Aitzol und Iokine Iturriagagoitia kannten sich bereits von der Escuela Superior de Reina Sofia in Madrid. Zusammen mit Miguel Ángel Lucas und Rebekka Riedel formte sich der Willen ein Quartett zu gründen.
Geprägt wurde das Quartett durch Studien bei Hatto Beyerle, Norbert Brainin und Christoph Richter und durch die Mitgliedschaft in der European Chamber Music Academy.
Seitdem trat das Iturriaga Quartett u. a. in Leipzig, Bonn, Berlin, Prag, Zürich und São Paulo auf.
Außerdem spielte das Quartett mit bedeutenden Solisten zusammen. U.a.: Vladimir Mendelssohn, Hartmut Rohde oder Peter Sadlo.

## Repertoire
Der Schwerpunkt des Quartetts liegt auf vernachlässigten Komponisten des 20. Jahrhunderts, wie etwa Berthold Goldschmidt oder Ignace Strasfogel sowie auf spanischer und lateinamerikanischer Quartettmusik. Darüber hinaus beherrscht es das klassische und romantische Repertoire, wie etwa Haydn, Mozart oder Beethoven.

## Besetzung
Das Ensemble besteht aus:
- Aitzol Iturriagagoitia, 1. Violine
- Iokine Iturriagagoitia, 2. Violine
- Miguel Ángel Lucas, Viola
- Rebekka Riedel, Violoncello

## Veröffentlichungen
- 2004: Horizonte (Amphion Records 20482)[1]
- 2007: Yun I-sang: Chamber music and solo pieces (Internationale Isang-Yun-Gesellschaft)
- 2008: Mendelssohn-Anthologie (Verlag Klaus-Jürgen Kamprad, EAN 4025796008128)

## Auszeichnungen
- 1. Preis – Kammermusikwettbewerb 2000 der Europäischen Rundfunkunion[2]